# 第3606船団
第3606船団（だい3606せんだん）は、太平洋戦争中の1944年6月6日に館山湾からサイパン島へ出発した、日本の護送船団である。途中でアメリカ海軍潜水艦の攻撃を受けたうえ、サイパン島上陸の事前空襲が始まったため、運航中止となり引き返した。本船団の失敗を最後に、日本軍のマリアナ諸島への補給線は途絶した。
なお、命名方式の関係で同名の船団が別年度にも運航されている可能性があるが、本項では1944年の船団を解説する。

## 背景
1944年（昭和19年）3月から、日本軍は、絶対国防圏であるマリアナ諸島の防備強化を急ピッチで進めていた。松輸送と呼ばれる大規模船団輸送が完了した後も、引き続き、軍需物資を積んだ護送船団が送り出されていた。
一方のアメリカ軍は、6月15日のサイパン島上陸開始を決定し、着々と侵攻準備を行っていた。日本軍の補給線を遮断するため、多数の潜水艦が日本からマリアナ諸島周辺に展開し、通商破壊に従事した。松輸送の妨害には失敗したものの、その後の第3530船団などには大打撃を与え、補給線遮断を実現しつつあった。なお、アーネスト・キング海軍作戦部長は、潜水艦部隊に対し、1944年4月から、日本駆逐艦を輸送船より上位で主力艦に次ぐ第2位の優先攻撃目標に指定していた。これは、日本海軍が艦隊行動に不可欠な駆逐艦の不足に苦しんでいるのに着目した戦術であった。
第3606船団は、こうした危険な状況下でサイパン島へ向かう船団として編成された。船団名は横須賀鎮守府担当地区の船団に用いられていた命名規則に基づくもので、千の位の3は東京・トラック間航路の下りを、下3桁の606は6月6日出航を意味する。加入輸送船は7隻、護衛は横須賀鎮守府の戊直接護衛部隊に属する駆逐艦・水雷艇各1隻と海防艦3隻、駆潜艇・特設掃海艇各2隻の計9隻であった。駆逐艦「松風」に将旗を掲げた第3護衛船団司令官の門前鼎少将が指揮を執り、檜野武良少佐が臨時参謀として配属された。危険度の高さから、周辺の基地所属部隊にもできる限りの護衛協力が命じられていた。

## 航海の経過

### 父島までの南下
6月5日に木更津沖に集結した船団は、訓練を行いながら館山湾に前進した。6日午前5時、船団は館山湾を出発したが、すぐに潜水艦の脅威に晒された。早くも7日午後10時には貨物船「杉山丸」（山下汽船：4379総トン）が、アメリカ潜水艦「ホエール」の雷撃を受けて損傷した。日本側も2時間ほど前から敵潜水艦の接近に気付いて対潜攻撃を開始していたが、襲撃を防げなかった。損傷した「杉山丸」は、第18号駆潜艇と特設掃海艇「第8昭和丸」に付き添われて東京湾に引き返した。続いて、8日に貨物船「神鹿丸」（栗林商船：2857総トン）が故障を起こし、海防艦「天草」の護衛で東京湾へ引き返した。ただし、アメリカ海軍公式年表では、「神鹿丸」も「ホエール」が撃破したとしている。
6月8日、門前少将は敵潜水艦複数の追跡を受けているとして基地航空隊に支援を要請したが、これに応じて硫黄島や父島を出撃した航空部隊は、天候不良のため船団直衛を実施できなかった。翌9日午前4時過ぎ、父島東方を航行中のところ、旗艦「松風」は、アメリカ潜水艦「ソードフィッシュ」から雷撃を受けた。「松風」は一瞬にして爆沈してしまい、門前少将以下多数が戦死した。船団は父島に一時退避することにした。
6月10日朝に父島へ入港できた船団に対し、横須賀鎮守府は、11日、なおもサイパン島へ向かうよう命令した。船団は古賀大佐を新たな指揮官とし、落伍船の護衛に赴いた艦艇も後続の第3609船団とともに到着したため戦列復帰して、態勢を立て直した。ところが、同日、目的地サイパン島にアメリカ海軍第58任務部隊が襲来し、大規模な空襲を開始した。これは、サイパン島上陸作戦に向けた事前空襲であった。ここに至って横須賀鎮守府は本船団の運航継続を断念し、13日、本船団は東京湾へ引き返すよう命じられた。父島自体が空襲を受ける危険が高いと思われ、速やかな退避の必要があった。護衛のうち駆潜艇2隻は、サイパンから脱出する途上で壊滅した第4611船団の生存者救助に出動している。

### 東京湾への反転
6月14日午前0時半、駆潜艇2隻を除いて美保丸船団と改称した船団は、父島を出て帰途に就いた。駆潜艇2隻は、同じく退避することになった第3609船団（弥栄丸船団と改称）を護衛し、少し遅れて出港した。15日、父島を含む小笠原諸島一帯は日本側の予想通り第58任務部隊の一部により激しい空襲を受けたが、船団は攻撃を免れた。
船団は八丈島南方で濃霧に包まれ、視界不良のため分裂状態となってしまった。15日、貨物船「甘井子丸」（大連汽船：7130総トン）は、「松風」を沈めたのと同じ「ソードフィッシュ」に捕捉され、魚雷で撃沈された。幸い、乗員は1名を除き護衛艦に収容された。同日午後9時過ぎには詳細不明の曳光弾の発射や爆発音が確認された後、特設掃海艇「第8昭和丸」が行方不明となった。同日午後10時半前には、貨物船「豊川丸」が、浮上中の敵潜水艦らしきものを発見して体当たり攻撃を試み、転覆させた上に銃撃と爆雷攻撃を加えて敵潜水艦撃沈を報じた。「豊川丸」自身も衝突で船首を破損して浸水している。しかし、アメリカ海軍公式年表によれば同日にアメリカ潜水艦の損害はなく、友軍の伊号第六潜水艦を誤って撃沈したのではないかとする説もある。
美保丸船団の生き残りは、16日に八丈島で集合できた。再編成された船団は、17日に東京湾へ到着した。なお、分離した駆潜艇2隻の護衛する弥栄丸船団も18日に無事に到着した。

## 結果
運航中止となったことで、本船団による輸送は完全に失敗に終わった。本船団反転中の6月15日にサイパン地上戦が開始されたため、本船団は、結果として一緒に引き返した第3609船団と並んでサイパン行きを試みた最後の輸送船団ということになった。ほか、先行した第3602船団がサイパン北方から引き返すなどしている。本来の予定では、15日にも駆逐艦「皐月」以下の甲直接護衛部隊が付いた第3615船団（輸送船2隻・護衛艦3隻）がサイパンへ出航するはずであった。本船団の東京湾帰着後、東京湾からマリアナ諸島方面への船団護衛にあたってきた戊直接護衛部隊は解隊された。
輸送の失敗に加え、駆逐艦「松風」の撃沈も日本海軍にとって大きな痛手となった。アメリカ海軍が護衛艦攻撃を重視して以後、4月から6月15日までの間の護衛艦艇の損失は、駆逐艦11隻・海防艦4隻・その他3隻の多数に上っていた。将棋でいえば「歩兵」にあたる駆逐艦の消耗は、日本海軍の艦隊行動を非常に危ういものとしたのであった。

## 編制
船団加入中に沈没した艦船名は太字で表記した。
- 輸送船
  - 「美保丸」、「神鹿丸」、「杉山丸」、「東天丸」、「淡路丸」、「甘井子丸」、「豊川丸」
- 護衛艦
  - 駆逐艦 - 「松風」（旗艦）
  - 水雷艇 - 「千鳥」（7日朝まで）
  - 海防艦 - 「隠岐」、「天草」、「能美」
  - 駆潜艇 - 第16号駆潜艇、第18号駆潜艇
  - 特設掃海艇 - 「第7昭和丸」、「第8昭和丸」